# Dendrobium infortunatum
Dendrobium infortunatum är en orkidéart som beskrevs av Johannes Jacobus Smith. Dendrobium infortunatum ingår i släktet Dendrobium, och familjen orkidéer. Inga underarter finns listade i Catalogue of Life.